# ميكائيل بيريوكوف
ميكائيل بيريوكوف (بالروسية: Бирюков, Михаил Петрович)‏ (15 مارس 1987 - ) هو لاعب كرة قدم روسي في مركز الهجوم. لعب مع نادي روستوف أون دون ونادي دينامو سانت بطرسبرغ ‏ وفاكل فارونيش ‏ ونادي تاغانروغ ‏ وميتوس نوفوتشركاسك ‏ وSC Astrakhan ‏ وFC Mostovik-Primorye Ussuriysk ‏ ونادي أورال يكاترينبورغ.

## وصلات خارجية
- ميكائيل بيريوكوف على موقع قاعدة بيانات كرة القدم.إي يو (الإنجليزية)
- ميكائيل بيريوكوف على موقع Soccerway.com (الإنجليزية)